# Louis Édouard Droz
Louis Édouard Droz (La Chaux-de-Fonds, 12 mei 1854 - Neuchâtel, 11 februari 1915) was een Zwitsers politicus.
Droz was notaris in Cernier. In 1881 werd hij president van het Gerechtshof van Val-de-Ruz. In 1896 werd hij lid van de juryrechtbank aldaar. Daarnaast was Droz actief voor de Liberale Partij (Parti liberal) en lid van de gemeenteraad van Cernier.
Droz werd in 1898 als eerste liberaal in de door radicalen gedomineerde Staatsraad (Conseil d'État) van het kanton Neuchâtel gekozen. Hij bleef lid van de Staatsraad tot zijn dood in 1915 en beheerde achtereenvolgens de departementen van Financiën en Militaire Zaken.
Droz was van 1901 tot 1902, van 1906 tot 1907 en van 1910 tot 1911 voorzitter van de Staatsraad (dat wil zeggen regeringsleider) van het kanton Neuchâtel.
Droz was ook lid van de bestuursraad van de Jura-Neuchâtelois-spoorweg en lid van de directie van de Zwitserse federale spoorwegen (SBB).
Droz overleed op 61-jarige leeftijd. Hij liet zijn hele vermogen na aan de staat Neuchâtel.